# Finsterbach (Rednitz)
Der Finsterbach ist ein ganzjähriges Fließgewässer 3. Ordnung in den bayerischen Landkreisen Neumarkt in der Oberpfalz und Roth von über 17 km Länge. Er ist ein rechter Zufluss der Rednitz.

## Geographie

### Verlauf
Der Finsterbach entspringt heute rund 1400 Meter südwestlich von Pyrbaum im Westlichen Pyrbaumer Forst am Fuße des Eulenberges. Auf seinem Weg in Richtung Westen durchquert er die zu Pyrbaum gehörende Münchsmühle und nimmt dort seinen ursprünglichen südlichen Quellast aus dem Gehölz Harrhofschlag auf.
Unmittelbar nach Münchsmühle unterquert er die Kreisstraße NM 6 und erreicht nach zwei Kilometern den etwa vier Hektar großen, fischwirtschaftlich genutzten Straßmühlweiher und den Ort Straßmühle. Zwischen der Staatsstraße St 2225 und der Bundesautobahn 9 passiert er südlich das Gelände des Tiergeheges Faberhof und speist anschließend die drei Hektar großen Harrlacher Weiher. Bis dorthin gilt der Finsterbach von der Gewässergüte her als kritisch belastet. Westlich von Harrlach nimmt der Bach die gereinigten Abwässer der Kläranlage und von links den Geislachgraben auf. Ab dort verbessert sich die Gewässerqualität zu mäßig belastet; er durchfließt die drei Hektar großen Finstermühlweiher, passiert Finstermühle und unterquert den Main-Donau-Kanal auf 150 Meter verdolt und teilt Meckenlohe in eine Nord- und eine Südhälfte. Diese waren im Mittelalter trotz der direkten räumlichen Nähe unterschiedlichen Fürstentümern zum großen und kleinen Zehnten getrennt verpflichtet. Ab dem Ortsausgang von Meckenlohe ändert der Finsterbach seinen Charakter vom Wald- zum Wiesenbach, beginnt dort weiträumiger zu mäandern und unterfließt die Treffersäge, nochmals verdolt. Südlich an Pruppach und einem Pony-Gestüt vorbei unterquert er die dort autobahnähnlich ausgebaute Bundesstraße 2 sowie die Staatsstraße 2409, bevor er nach weiteren 500 Metern zwischen Pfaffenhofen und Rednitzhembach auf einer Höhe von 321 m ü. NN von rechts in die Rednitz mündet.
Der Finsterbach mündet nach einem 17,5 km langen Lauf in westlicher Richtung mit mittlerem Sohlgefälle von 6,8 ‰ etwa 118 Höhenmeter unterhalb seines Ursprungs.

### Einzugsgebiet
Der Finsterbach hat ein 40,2 km² großes Einzugsgebiet, das naturräumlich gesehen im Mittelfränkischen Becken liegt, größtenteils in dessen Unterraum Rother Sandplatten und nur mit dem kleinen Mündungszwickel im Unterraum Rednitzaue. Der höchste Punkt liegt fast ganz im Osten auf einer Flurkuppe südwestlich von Pyrbaum und erreicht 449 m ü. NHN.
Jenseits der nördlichen Wasserscheide konkurrieren anfangs der Bierbach, später auf dem längeren Abschnitt der obere Hembach in etwa zum Finsterbach gleicher Richtung zur abwärtigen Rednitz. Die nur kurze östliche Wasserscheide grenzt ans Einzugsgebiet der über die Altmühl zur Donau entwässernden Schwarzach; dieser Abschnitt der Gesamtwasserscheide ist Teil der Europäischen Hauptwasserscheide zwischen Nordsee diesseits und Schwarzem Meer jenseits und damit hydrologisch der bedeutendste. Auf der anderen Seite der südlichen Wasserscheide entsteht am östlichsten Abschnitt die Kleine Roth, welche über die Roth wiederum und nun oberhalb des Finsterbachs die Rednitz speist. Auf dem längsten Teil der südlichen Wasserscheide nimmt jedoch der wiederum fast parallel zum Finsterbach westwärts zur Rednitz ziehende Brunnbach den Abfluss zur anderen Seite auf.
Der Finsterbach fließt auf ganzer Länge im Keuper.
Der obere Teil des Einzugsgebietes liegt um den namengebenden Hauptort und das zugehörige Dorf Pruppach in Markt Pyrbaum, der dem Landkreis Neumarkt in der Oberpfalz angehört, alle übrigen Kommunen im Einzugsgebiet dagegen dem Landkreis Roth an. Am Mittellauf zieht sich anfangs nur ein Gebietsschlauch der Stadt Roth entlang dem Finsterbach, der sich dann zwischen der Finstermühle und dem querenden Main-Donau-Kanal zum unteren Einzugsgebiet hin stark zu weiten beginnt. Am Mittellauf reicht das Gebiet des Marktes Schwanstetten bis ans rechte Ufer, das sich weiter abwärts auf einen schmalen Streifen entlang der rechten Wasserscheide verengt. Der Markt Allersberg nimmt am Mittellauf große Teile insbesondere um den Zufluss Geislachgraben ein, reicht aber nirgends bis ans linke Finsterbach-Ufer heran. Auf dem letzten Viertelkilometer bis zur Mündung ist die Gemeinde Rednitzhembach rechter Gebietsanrainer.

### Zuflüsse und Seen
Hierarchische Liste der Zuflüsse und  Seen von der Quelle zur Mündung. Auswahl.
- Durchfließt auf zuletzt 373 m ü. NHN[BA 4] die vier Straßweiher vor Pyrbaum-Straßmühle
- Lachgraben, von rechts auf 367 m ü. NHN[BA 4] nach der Bahnbrücke der ICE-Strecke Nürnberg–München
  -  Durchfließt auf ca. 377 m ü. NHN[BA 1] den Nickelsee kurz vor Autobahn und Bahnlinie
  -  Durchfließt auf ca. 375 m ü. NHN[BA 1] den Sandweiher kurz nach der Bahnlinie
- Durchfließt auf 365 m ü. NHN[BA 4] und 363 m ü. NHN[BA 4] die zwei Harrlacher Weiher vor  Roth-Harrlach
- Geislachgraben, von links auf etwa 359 m ü. NHN[BA 1] nach den ersten der folgenden.
- Speist und entwässert auf 359–356 m ü. NHN[BA 1] die Finstermühlweiher kurz vor Roth-Finstermühle
- Talquerung des Main-Donau-Kanals auf einem Damm kurz vor Roth-Meckenlohe

### Orte
Orte am Lauf mit ihren Zugehörigkeiten. Nur die Namen tiefster Schachtelungsstufe bezeichnen Siedlungsanrainer.
- Landkreis Neumarkt in der Oberpfalz
  - Markt Pyrbaum
    - Münchsmühle (Einöde, rechts)
    - Straßmühle (Einöde, rechts)
- Landkreis Roth
  - Stadt Roth
    - Harrlach (Dorf)
    - Finstermühle (Einöde, zwischen Finsterbach und Mühlkanal)
    - Meckenlohe (Dorf)
    - Treffersäge (Siedlungsplatz von Pruppach, vorwiegend rechts)
    - Pruppach (Dorf, rechts)

## Geschichte
Urkundlich erwähnt wurde der Finsterbach erstmals im frühen 11. Jahrhundert. Er entsprang damals knapp 500 Meter südöstlich des über dem Pyrbaumer Dorf Pruppach gelegenen Burgstalls Pruppach auf einer Höhe von 419 m ü. NN im Forst Harrhofschlag und hat dort ein noch deutlich erkennbares, nordöstlich orientiertes Tal tief eingekerbt. Der längere östliche Quellast ist erst zwischen 1808 und 1817 durch die Trockenlegung und Kanalisierung von Waldsümpfen sowie einige industriezeitliche Rodungen entstanden. Er war dort ursprünglich nicht ganzjährig wasserführend. Im Bayerischen Urkataster von 1808 ist er nicht als Gewässer erfasst. Der Name lautete zwar damals im Mittellauf bereits Finsterbach, jedoch wurde im Mündungsgebiet westlich des Dorfes Pruppach von Roth früher der Name Bruckbach und östlich im Quellgebiet beim Pyrbaumer Pruppach Brukkebach verwendet. Dies erklärt auch die beiden gleichlautenden Ortsnamen in benachbarten Regierungsbezirken in nur zehn Kilometer Abstand und am gleichen Gewässer.

## Natur

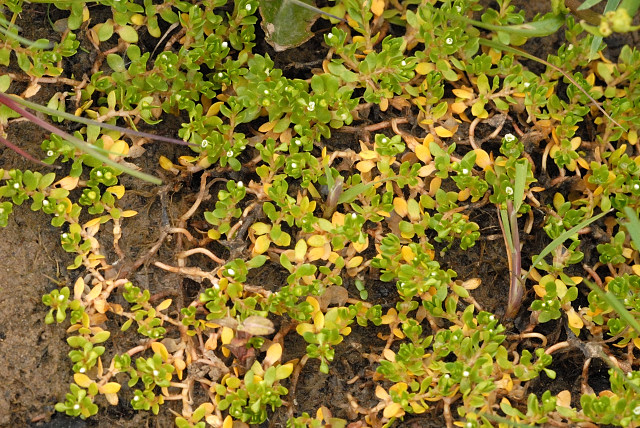
Bach-Quellkraut am Finsterbach

Im Oberlauf des Finsterbaches und eines seiner Zuflüsse bei Straßmühle tritt massenhaft das Bach-Quellkraut auf, eine Wasser-Nelkenart, die auf der Roten Liste der gefährdeten Pflanzenarten steht, und sonst nirgends im Einzugsgebiet der Rednitz anzutreffen ist.

### BayernAtlas („BA“)
Amtliche Online-Gewässerkarte mit passendem Ausschnitt und den hier benutzten Layern: Lauf und Einzugsgebiet des Finsterbaches

Allgemeiner Einstieg ohne Voreinstellungen und Layer: BayernAtlas der Bayerischen Staatsregierung (Hinweise)
1. 1 2 3 4 5 6  Höhe abgefragt auf dem Hintergrundlayer Amtliche Karte (Rechtsklick).
2. ↑  Höhe nach schwarzer Beschriftung auf dem Hintergrundlayer Amtliche Karte.
3. ↑  Geologie nach dem Layer Geologischen Karte 1:500.000.
4. 1 2 3 4  Höhe nach blauer Beschriftung auf dem Hintergrundlayer Amtliche Karte.

### Gewässerverzeichnis Bayern („GV“)
1. ↑  Länge nach: Verzeichnis der Bach- und Flussgebiete in Bayern – Flussgebiet Main, Seite 37 des Bayerischen Landesamtes für Umwelt, Stand 2016 (PDF; 3,3 MB) (Seitenzahl kann sich ändern.)
2. ↑  Einzugsgebiet nach: Verzeichnis der Bach- und Flussgebiete in Bayern – Flussgebiet Main, Seite 37 des Bayerischen Landesamtes für Umwelt, Stand 2016 (PDF; 3,3 MB) (Seitenzahl kann sich ändern.)

### Sonstige
1. ↑  Gewässerkataster im LKr Roth, Hembach (Memento des Originals vom 24. September 2015 im Internet Archive)  Info: Der Archivlink wurde automatisch eingesetzt und noch nicht geprüft. Bitte prüfe Original- und Archivlink gemäß Anleitung und entferne dann diesen Hinweis.
2. ↑   Gewässergüte des Finsterbach (Memento vom 4. März 2016 im Internet Archive)
3. ↑  Finsterbach auf Bayern Atlas
4. ↑  Franz Tichy: Geographische Landesaufnahme: Die naturräumlichen Einheiten auf Blatt 163 Nürnberg. Bundesanstalt für Landeskunde, Bad Godesberg 1973. → Online-Karte (PDF; 4,0 MB)
5. ↑  Seite Chronik Pruppach auf der Website von Pyrbaum.
6. ↑  Infoblatt RegioFlora mit 2 Photos und einer Detailkarte des Finsterbaches (Memento vom 15. Februar 2015 im Internet Archive)
7. ↑  Rote Liste der Pflanzen Deutschlands, Seite 126